# Атанаска Петкова-Нанева
Атанаска Димитрова Петкова-Нанева е българска писателка.
Родена е през 1947 година в град Стамболийски. Завършва Руската гимназия в Пловдив и история в Софийския университет „Свети Климент Охридски“. След това работи в общинската администрация в Карлово и в Националния музей „Христо Ботев“, където е директор в продължение на дълги години. Автор е на биографични и исторически романи, свързани с Българското Възраждане.